# White House Library

Piano terra della Casa Bianca che mostra l'ubicazione della White House Library.

La White House Library (traducibile in italiano come Biblioteca della Casa Bianca) si trova al piano terra dell'Executive Residence della Casa Bianca.
La stanza, che si trova a nord-est dell'edificio e misura circa 8,2 x 7 m, è utilizzata per conferenze stampa o per incontri ospitati dal Presidente o dalla First Lady.

## Storia
Durante la presidenza di John Adams, il primo presidente a vivere alla Casa Bianca, la stanza era usata come locale lavanderia: si diceva che fosse riempita con "vasche, secchi e cianfrusaglie".  

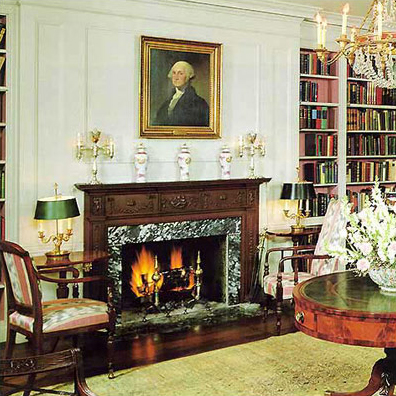
La White House Library, lato ovest, durante l'amministrazione Clinton.

Durante l'amministrazione Fillmore (1850-1853), vennero richiesti dei finanziamenti al Congresso per istituire una biblioteca della Casa Bianca che, in seguito alla loro concessione, venne fondata dalla First Lady, Abigail Fillmore. La biblioteca si trovava originariamente nella Yellow Oval Room dove rimase fino al 1929, quando fu spostata nella sua posizione attuale durante l'amministrazione Hoover. Al momento del trasferimento, erano pochi i libri presenti nella villa, quindi l'American Booksellers Association iniziò a donare dei testi, continuando a farlo anche durante le successive amministrazioni. La stanza subì lievi modifiche fino alla ricostruzione Truman nel 1952, quando venne rivestita completamente con dei pannelli recuperato dall'ex struttura in legno della Casa Bianca. Questi sono stati lasciati non dipinti fino all'amministrazione Kennedy, quando il decoratore Stéphane Boudin ricreò la stanza come un salotto dipingendolo in stile federale.
Oltre ai numerosi scaffali colmi di libri, nella stanza è presente un ritratto di George Washington, appeso sopra il caminetto ed un insolito "orologio da faro", realizzato da Simon Willard per commemorare la visita del marchese De Lafayette negli Stati Uniti nel 1824-1825.
La Biblioteca fornisce l'accesso ad un salotto e ad un bagno per uomini.